# Delage Type D.6.65
Der Delage Type D.6.65 war ein Pkw-Modell der französischen Marke Delage. Es gibt auch die Schreibweisen Delage Type D6.65 und  Delage Type D6 65. Die 65 stand für die Motorleistung von 65 PS. Für ähnlich benannte Modelle siehe Delage Type D.6.

## Beschreibung
Am 3. Oktober 1934 erteilte die nationale Zulassungsbehörde ihre Zulassung, nachdem sie das Fahrzeug mit der Nummer 39.919 geprüft hatte. Léon Michelat konstruierte das Modell. Delage bot das Modell von 1934 bis 1935 an. Vorgänger war der Delage Type DS. Nachfolger wurde der Delage Type D.6.60.
Ein Sechszylindermotor trieb die Fahrzeuge an. Er hatte 79,25 mm Bohrung und 90,5 mm Hub. Das ergab 2678 cm³ Hubraum und eine Einstufung mit 15 Cheval fiscal. Der Delage Type D.6.80 hatte einen Motor mit den gleichen Zylinderabmessungen, aber mehr Leistung.
Das Fahrgestell hatte vorne 1440 mm und hinten 1500 mm Spurweite. Der Radstand betrug bei der kurzen Ausführung 3140 mm, bei der normalen Ausführung 3340 mm und bei der langen Ausführung 3540 mm. Die Fahrzeuge wogen zwischen 1600 kg und 1720 kg.
An Aufbauten sind Limousine, Pullman-Limousine, Cabriolet und Roadster überliefert.

## Stückzahlen und überlebende Fahrzeuge
Peter Jacobs vom Delage Register of Great Britain erstellte im Oktober 2006 eine Übersicht über Produktionszahlen und die Anzahl von Fahrzeugen, die noch existieren. Seine Angaben zu den Bauzeiten weichen in einigen Fällen von den Angaben der Buchautoren ab. Für dieses Modell bestätigt er die Bauzeit von 1934 bis 1935. Von etwa 112 hergestellten Fahrzeugen existieren noch vier.